# Bomlási energia
A bomlási energia egy atommag vagy részecske bomlása során felszabaduló energia, ami a bomlástermékek mozgási energiájában, vagy hő formájában jelenik meg. Különösen ez utóbbi esetben, azaz a kémiában és a magfizikában (például atomreaktorban) van a fogalomnak jelentős szerepe, mert a részecskefizikában az energia- és impulzusmegmaradást használjuk helyette a számításokban.
A felszabaduló energia a kiinduló és a bomlástermékek tömegkülönbségéből, a tömeg-energia ekvivalencia reláció alapján, Einstein ΔE=Δm*c² képlete segítségével számítható ki:
Δm = (az elemet/vegyületet alkotó részecskék tömegeinek összege) – (a keletkezett elem/vegyület tömege)